# Tossal de Roca d'en Bóta
El Tossal de Roca d'en Bóta és una muntanya de 395 metres que es troba al municipi d'Arbeca, a la comarca catalana de les Garrigues.